# Megachile dorsata
Megachile dorsata là một loài Hymenoptera trong họ Megachilidae. Loài này được Smith mô tả khoa học năm 1853.